# Cattedrali in Guatemala
Questa è una lista delle cattedrali del Guatemala.

## Cattedrali cattoliche
| Cattedrale                                               | Arcidiocesi o Diocesi                                | Località              | Dedicazione                | Immagine |
| -------------------------------------------------------- | ---------------------------------------------------- | --------------------- | -------------------------- | -------- |
| Cattedrale di Santiago de Guatemala                      | Arcidiocesi di Santiago di Guatemala                 | Città del Guatemala   | Nuestra Señora del Socorro |          |
| Cattedrale di San Giuseppe                               | Arcidiocesi di Santiago di Guatemala                 | Antigua Guatemala     | San Giuseppe               |          |
| Cattedrale dell'Immacolata Concezione                    | Diocesi di Escuintla                                 | Escuintla             | Immacolata Concezione      |          |
| Cattedrale di Nostra Signora de la Expectación           | Diocesi di Jalapa                                    | Jalapa                | Vergine Maria              |          |
| Cattedrale di San Cristoforo                             | Diocesi di San Francisco de Asís de Jutiapa          | Jutiapa               | San Cristoforo             |          |
| Cattedrale di Gesù Bambino                               | Diocesi di Santa Rosa de Lima                        | Cuilapa               | Gesù                       |          |
| Cattedrale di San Domenico                               | Diocesi di Verapaz                                   | Cobán                 | San Domenico               |          |
| Cattedrale di San Pietro                                 | Diocesi di Zacapa                                    | Zacapa                | San Pietro                 |          |
| Cattedrale del Cristo nero                               | Prelatura territoriale di Santo Cristo de Esquipulas | Esquipulas            | Gesù                       |          |
| Cattedrale dello Spirito Santo                           | Arcidiocesi di Los Altos, Quetzaltenango-Totonicapán | Quetzaltenango        | Spirito Santo              |          |
| Concattedrale di San Michele arcangelo                   | Arcidiocesi di Los Altos, Quetzaltenango-Totonicapán | Totonicapán           | San Michele arcangelo      |          |
| Cattedrale dell'Immacolata Concezione                    | Diocesi di Huehuetenango                             | Huehuetenango         | Immacolata Concezione      |          |
| Cattedrale della Santa Croce                             | Diocesi di Quiché                                    | Santa Cruz del Quiché | Santa Croce                |          |
| Cattedrale di San Marco                                  | Diocesi di San Marcos                                | San Marco             | San Marco                  |          |
| Cattedrale dell'Assunzione di Maria Vergine              | Diocesi di Sololá-Chimaltenango                      | Sololá                | Assunzione di Maria        |          |
| Cattedrale di Sant'Anna                                  | Diocesi di Sololá-Chimaltenango                      | Chimaltenango         | Sant'Anna                  |          |
| Cattedrale di San Bartolomeo                             | Diocesi di Suchitepéquez-Retalhuleu                  | Mazatenango           | San Bartolomeo             |          |
| Cattedrale dell'Immacolata Concezione                    | Vicariato apostolico di Izabal                       | Puerto Barrios        | Immacolata Concezione      |          |
| Cattedrale di Nostra Signora dei Rimedi e San Paolo Itzá | Vicariato apostolico di El Petén                     | Flores                | Vergine Maria e San Paolo  |          |

## Cattedrale anglicana
| Cattedrale                         | Diocesi              | Città               | Dedicazione          |
| ---------------------------------- | -------------------- | ------------------- | -------------------- |
| Cattedrale di San Giacomo apostolo | Diocesi di Guatemala | Città del Guatemala | San Giacomo apostolo |